# В последний момент (фильм, 1995)
«В последний момент» (англ. Nick of Time) — американский фильм 1995 года.

## Сюжет
У скромного бухгалтера Джина Уотсона (Джонни Депп) на вокзале похищают пятилетнюю дочь двое людей с полицейскими значками: мистер Смит (Кристофер Уокен) и мисс Джонс (Рома Маффиа) и заставляют убить губернатора Элеанор Грант (Марша Мейсон), баллотирующуюся на новый срок. На убийство Уотсону даётся 90 минут. Мисс Джонс сидит с пятилетней Лин в минивэне и держит её под прицелом револьвера, а мистер Смит следит непосредственно за Уотсоном, не давая ему обратиться к кому бы то ни было за помощью.
Несмотря на такую плотную опеку со стороны Смита, Уотсону удаётся связаться с помощником губернатора Кристой Брукс (Глория Рубен). Криста убеждает Уотсона подняться в номер губернатора и обратиться к мужу Элеанор, Брендану Гранту (Питер Страусс), однако сам Брендан оказывается замешан в заговоре против собственной жены. Внезапно появившийся в номере губернатора Смит убивает молодую ассистентку. Уотсон пытается обратиться за помощью к чистильщику обуви Хьюи (Чарлз Даттон), инвалиду войны, но беда в том, что чистильщик глуховат. Уотсон сбегает от Смита, пытается вырвать из их лап свою дочь, но мисс Джонс держит Лин на прицеле, и Уотсону приходится снова идти к Смиту.
Вскоре Уотсон снова связывается с чистильщиком, Смит теперь ни на шаг не отпускает бухгалтера, которого планирует на роль киллера. Уотсон, убедив своего конвоира, что чистильщик глух, провоцирует Смита на разговор о деле, и тогда чистильщик решает помочь ему. Скрывшись от Смита в туалете, чистильщик переодевает Уотсона в коридорного и отправляет в номер к губернатору. Уотсон пытается убедить Элеанор отказаться от последней речи, так как он вынужден будет убить её, спасая свою дочь. Но время бежит неумолимо, и вскоре Смит и Уотсон оказываются в зале выступления губернатора. Бетонные стены зала экранируют радиосвязь в помещении, и поэтому Уотсон решается стрелять не в Элеанор, а в Смита.
Вызвав переполох, Уотсон убегает, однако его нагоняет Смит и обрушивает его в декоративный бассейн. В это время мисс Джонс направляет на пятилетнюю девочку пистолет, и когда её палец уже готов нажать на спусковой крючок, в дело вступает чистильщик. Он отвлекает Джонс от своего дела и похищает рацию. В это время дверь минивэна открывается, и в проёме появляется Смит. Он направляет на девочку пистолет, звучит выстрел, и Смит падает замертво, сражённый пулей из револьвера подоспевшего вовремя Уотсона. Счастливый папаша заключает в объятия свою пятилетнюю дочь. Пришедшая в себя Джонс целится в них из пистолета, но сильный удар протеза ноги чистильщика снова отправляет её в глубокий нокаут.
В выпуске новостей сообщают, что в покушении на губернатора замешан её муж. С места преступления спокойно уезжает один из главных организаторов покушения, финансовый туз, давший деньги на избирательную кампанию губернатора.
В фильме сценическое время равно реальному времени. Фильм идёт ровно столько, сколько Уотсону отпущено времени на убийство губернатора.

## В ролях
- Джонни Депп — Джин Уотсон
- Кристофер Уокен — мистер Смит
- Кортни Чейз — Лин Уотсон
- Рома Маффиа — мисс Джонс
- Марша Мейсон — губернатор Элеанор Грант
- Глория Рубен — Криста Брукс
- Чарльз Даттон — Хьюи, чистильщик обуви
- Питер Страусс — Брендан Грант
- Билл Смитрович — офицер Траст

## Критика
Роджер Эберт в Chicago Sun-Times дал фильму 2,5 звезды из 4. Он написал, что фильм местами был «слишком надуманным», но похвалил игру Деппа за то, что она привнесла «сдержанную обыденность», отметив, что его персонаж использовал интеллект, а не клише из боевиков, чтобы решить свою дилемму.